# 半邊寺摩崖造像 (安岳縣)
半邊寺摩崖造像位於四川省資陽市安岳縣，文物遺址年代判定為宋。2012年7月16日公佈為第八批四川省文物保護單位。
半邊寺摩崖造像位於四川省資陽市安岳縣石羊鎮西壩村二組半邊寺坡腰西北面。該造像開鑿于宋代，坐東南向西北，現存造像窟1個，窟寬5.2米，高6.8米，深2.7米，窟為方形平頂，是典型的宋代摩崖石刻造像盒窟。窟中摩崖造像23尊。造像主要內容有釋迦佛、羅漢、觀音、鬼子母等。其中，釋迦佛像高5.8米，滿頭螺警，身著通肩袈裟，赤腳踏蓮花，側身而立，沾花微笑，造像雄偉而精美。半邊寺摩崖造像其規模較大、雕刻精湛，且保存較好，是典型的宋代摩崖石刻作品，對於研究宋代的政治、經濟、文化和石刻藝術、宗教信仰等都具有較高的參考價值。